# Université de Malaya
L’université de Malaisie (UM ; malais : Universiti Malaya) est à la fois un centre de recherches et une université publique située à Kuala Lumpur, Malaisie. Son nom a été abrégé en Malaya au cours de la période pré-indépendance. C'est la plus ancienne du pays[réf. souhaitée].
L’université a été créée en 1949 en tant qu'institution financée par l’État. Aujourd'hui, elle emploie plus de 2 500 salariés. En 2012, elle a reçu son autonomie à l'initiative du Ministère de l'Enseignement Supérieur. Actuellement, elle comprend 12 facultés, 2 académies et 3 centres ou services : 
- Faculté de droit, Faculté des Sciences de l'ingénieur, Faculté de chirurgie dentaire, Faculté de Médecine, Faculté d'Environnement, Faculté d'administration et des Sciences économiques, Faculté de gestion et de comptabilité, Faculté des Sciences de l’Éducation, Faculté des Sciences, Faculté des Langues étrangères, Faculté des Arts et Sciences Sociales, Faculté d'informatique,
- Académie des études malaisiennes, Académie des Études islamiques,
- un centre culturel, un service des sports et centre d'études propédeutiques.

En 2015, le Classement mondial des universités Quacquarelli-Symonds plaçait l’université de Malaisie à la 146e place, au 29e rang des universités asiatiques, au 3e rang des établissements d'Asie du Sud-est, et en première place des universités de Malaisie.

## Histoire

### Le Collège de Médecine Edouard VII
La raison essentielle pour promouvoir l'enseignement supérieur dans la colonie de Singapour et la péninsule de Penang était la pénurie en personnel paramédical à la fin des années 1890 : cette question avait fait l'objet d'un rapport de la Commission de l’Éducation dès le mois d'avril 1902. Dans ce rapport, la Commission se déclarait favorable à l'ouverture d'une école de médecine propre à fournir aux hôpitaux britanniques le personnel qualifié qu'ils exigent ; cependant, ces propositions étaient mal vues des colons européens.
Le décret de création (décret n°XV 1905) a été voté par le Conseil législatif des Détroits au mois de juin 1905, l'école a ouvert ses portes le 3 juillet 1905 et les cours ont commencé au mois de septembre. Le 28 septembre 1905, elle recevait le nom de The Straits and Federated Malay States Government Medical School.
L’école occupa d'abord les locaux de l'ancien asile d'aliénées, à côté de l'Hôpital général de Singapour de Sepoy Lines, au-delà de New Bridge Road : quatre des pavillons de l'asile furent pour cela réaménagés. En 1907, on y ajouta un amphithéâtre et un laboratoire. Il n'y avait encore ni bibliothèque, ni collection d'instruments et de préparations anatomiques.
En 1905, on ne comptait encore que 17 étudiants en médecine, quatre étudiants suivaient les cours d'infirmerie ; cinq ans plus tard, les inscriptions étaient passées à 90 étudiants en médecine et 30 infirmiers stagiaires. L'école n'employait qu'un permanent, le Dr Gerald Dudley Freer, ex-chirurgien colonial en chef résident de Penang, qui était le proviseur ; les enseignants travaillaient tous à temps partiel,.
Le conseil d'établissement était soucieux de faire reconnaître sa formation par le General Council of Medical Education du Royaume-Uni, afin de permettre à ses diplômés d'exercer dans le reste du monde. En 1916, le GCME admit l'équivalence pour les licenciés en Médicine et chirurgie : les licenciés furent inscrits sur la liste coloniale du British Medical Registeret pouvaient à ce titre exercer à travers tout l'Empire Britannique.

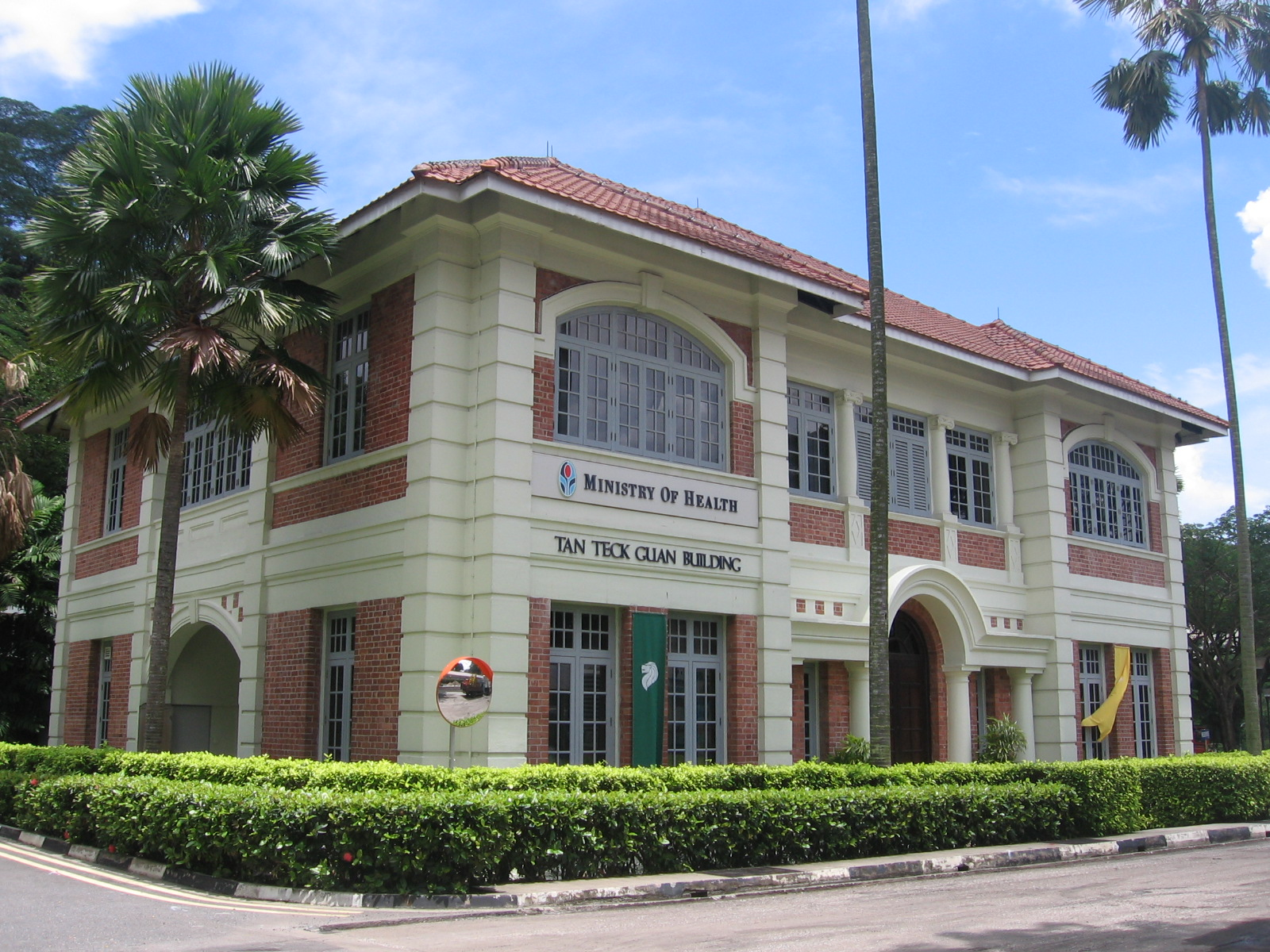
Le centre Tan Teck Guan.

En 1910, le Dr Robert D. Keith devint le nouveau Principal de l'école. En première année on enseignait la physique, la chimie et la biologie, et en seconde année la physiologie et l’anatomie fondamentale. Les trois années restantes se passaient en cours de médecine clinique, de chirurgie et d'obstétrique, avec des notions de pathologie, d'hygiène et de jurisprudence médicale. On enseignait la pharmacopée en 4 année.
Les étudiants étaient affectés dans différents hôpitaux : outre l'Hôpital Général de Singapour, à partir de 1908, il y eut Tan Tock Seng Hospital (médecine générale et chirurgie) et Kandang Kerbau Maternity Hospital.
En 1912, l'école de médecine reçut une subvention de 120 000 $ du fonds à la mémoire du roi Édouard VII présidé par le Dr Lim Boon Keng. Puis le 18 novembre 1913, l'établissement prit le nom d’École de Médecine Édouard VII.

### Le Raffles College
La fondation du Raffles College est la concrétisation du rêve de deux colons britanniques, Stamford Raffles et le Dr Robert Morison. Sir Stamford, fondateur de la colonie de Singapour, avait appris le malais, et Morison était un missionnaire et sinologue réputé. Tous deux désiraient la création d'un centre d'études linguistique du malais et du chinois de niveau troisième cycle.
Le 5 juin 1823, la première pierre d'une nouvelle institution d'enseignement était posée par Sir Stamford ; mais peu après, Raffles partit pour l'Angleterre et Morrison regagna la Chine, mettant un terme à l'entreprise. Le bâtiment devint une école élémentaire, appelée Raffles Institution.
En 1918, Sir William George Maxwell, Secrétaire général des Colonies des Détroits, présidait la commission Maxwell, chargée des commémorations du centenaire de la fondation de Singapour par Sir Stamford. Cette commission recommanda de créer un établissement de niveau universitaire pour le centenaire de Singapour. Le 12 juillet 1919, le gouvernement décida de la construction d'un collège universitaire, avec un budget d'investissement initial de 1 000 000 $ et un budget de fonctionnement annuel de 500 000 $. Le cursus durait trois ans. L'école occupait le lieu-dit Economic Gardens, aménagé d'après des plans de Cyril Farey et de Graham Dawbarn, construit en 1926.
Le 22 juillet 1929, le Raffles College ouvrait ses portes : il dispensait une formation supérieure ès arts et sciences sociales aux Malais. Quatre ans plus tard, le Conseil d'enseignement apporta des modifications au cursus pour permettre aux étudiants de poursuivre leurs études au niveau Maîtrise dans les universités britanniques.
En 1939, la guerre en Europe mit un terme au développement du collège, puis les Japonais occupèrent la Malaisie et Singapour tomba en février 1942.
Après la guerre, l'avenir de Raffles College était plus incertain que jamais, jusqu'à ce qu'en 1948 le Directeur du Collège de médecine Édouard VII soit nommé également à la tête du Raffles College : il fusionna alors les deux établissements, pour en faire une université pour les Malais.

### Création de l’université de Malaisie (1949 – 1967)
En 1938 le gouvernement chargea une commission présidée par William H. McLean d'étudier la possibilité d'une promotion de l'enseignement supérieur dans la région ; la Commission estima que la Malaisie ne justifiait pas la création d'une université, et elle recommanda d'en rester aux collèges existants. En 1939, une nouvelle commission, présidée par le juge Asquith, confirma les conclusions de la Commission McLean.
En 1946, le Dr Raymond Priestley, vice-chancelier de l'Université de Birmingham fut invité par le Gouvernement britannique de Malaisie pour apprécier l'opportunité d’une université de Malaisie. La Commission Priestley confirma une fois de plus les conclusions de la Commission McLean.
En 1947, le Secrétaire d’État aux Colonies nomma Alexander Carr-Saunders pour présider une commission du développement de l'enseignement supérieur en Malaisie. Les premières conclusions de la commission Carr-Saunders rejoignirent d'abord celles de la commission McLean ; toutefois, avant d'adresser son rapport aux autorités britanniques, Sir Alexander consulta l'Association des Étudiants du Collège Édouard VII College et le syndicat des étudiants du Medical College. Intéressé par les idées du Président de cette dernière organisation, le Dr K. Shamugaratnam, il convainquit à son tour la commission Carr-Saunders (1948) de proposer la création d'une université destinée aux Malais. C'est ainsi que la Commission Carr-Saunders proposa en 1949 la création de l’université de Malaisie, céée le 8 octobre 1949 à Singapour par fusion du Collège de Médecine roi Edouard VII (créé en 1905) et du Collège Raffles (1929).
En 1959, l'université est divisée en deux campus autonomes : l'un à Singapour et l'autre à Kuala Lumpur. En 1961, les gouvernements de Malaisie et de Singapour approuvent en font leurs universités nationales respectives, ce qui permet d'établir l'établissement de Kuala Lumpur sur un campus de 309 ha le 1er janvier 1962.
Le 16 juin 1962, l'université célébrait la prise de fonctions de son premier chancelier, le Premier ministre Tunku Abdul Rahman. Le premier Vice-Chancelier était Sir Alexander Oppenheim, mathématicien qui a énoncé la Conjecture d'Oppenheim en 1929. Au départ à la retraite d'Oppenheim, en 1965, le poste fut proposé à Rayson Huang, futur vice-chancelier de l'Université de Hong Kong : ce dernier occupera l eposte pendant un an avant de démissionner pour pouvoir se consacrer de nouveau à ses recherches.
Chin Fung Kee, autorité mondiale en géotechnique, a remplacé Huang au poste de  Vice-Chancelier jusqu'en 1967, date de la nomination de James H.E. Griffiths. Physicien, professeur titulaire du Magdalen College (Oxford), Griffiths a été directeur du Clarendon Laboratory de l'université d'Oxford et est l'un des découvreurs de la résonance ferromagnétique.

## Personnalités liées à l'université

### Professeurs
- Susan Lim (1952-2014), parasitologiste.
- Siti Aisyah Alias

### Étudiants
L’université de Malaisie a formé plusieurs personnalités historiques :
- Anwar Ibrahim
- Abdullah Ahmad Badawi
- Mahathir Mohamad
- Muhyiddin Yassin
- S. R. Nathan
- Edwin Thumboo
- Razali Ismail
- Sha'ari Tadin
- Nalla Tan